# Der Island-Krimi
Der Island-Krimi ist eine Kriminalfilmreihe der ARD mit Franka Potente in der Hauptrolle, die mit nur zwei Folgen 2016 ausgestrahlt wurde.

## Handlung
Kriminalautorin Solveig Karlsdottir lebt in Reykjavík und lässt sich gern von realen Fällen inspirieren. Mit ihrer speziellen Gabe, die nicht nur in ihrer Fantasie begründet zu liegen scheint, löst sie nicht nur die Fälle in ihren Büchern auf. Auch als sie ganz persönlich mit zwei unnatürlichen Todesfällen zu tun bekommt, kann sie mit ihrem besonderes Gespür zur Lösung der Fälle beitragen.

## Episodenliste
| Nr. | Originaltitel         | Erstausstrahlung | Regie         | Drehbuch                          | Zuschauer             |
| --- | --------------------- | ---------------- | ------------- | --------------------------------- | --------------------- |
| 1   | Der Tote im Westfjord | 27. Okt. 2016    | Till Endemann | Don Bohlinger, Nils-Morten Osburg | 4,95 Mio. (15,5 % MA) |
| 2   | Tod der Elfenfrau     | 3. Nov. 2016     | Till Endemann | Don Bohlinger, Nils-Morten Osburg | 4,66 Mio. (14,7 % MA) |

## Kritiken
„Die ARD-Reihe ‚Island-Krimi‘ hat mit der filmogenen Vulkaninsel und Franka Potente gleich zwei Einschaltimpulse zu bieten.“ „Aber die Island-Krimis haben noch mehr zu bieten: Anders als bei den gleichfalls von der ARD-Tochter Degeto verantworteten Zürich-Krimis und viel stärker als in den Krimis aus Kroatien ist der Schauplatz mindestens so wichtig wie die Hauptdarstellerin.“ Doch „abgesehen vom Fischfang könnte sich die eigentliche Krimihandlung auch irgendwo in der alpinen Provinz zutragen, zumal sich das Drehbuch am üblichen Muster solcher Filme orientiert: Eine Heimkehrerin wirbelt mehr Staub auf, als den Einheimischen lieb ist.“
„Wunderschöne Überflüge und rauschende Wasserfälle: Der ‚Island-Krimi‘ mit Franka Potente ist eine Mischform aus Kriminalfilm und Reisemagazin, übertreibt es jedoch mit dem Elfenkitsch.“ meinte Oliver Jungen von der FAZ, bei faz.net abgerufen am 2. Januar 2020